# 自治区 (俄罗斯)

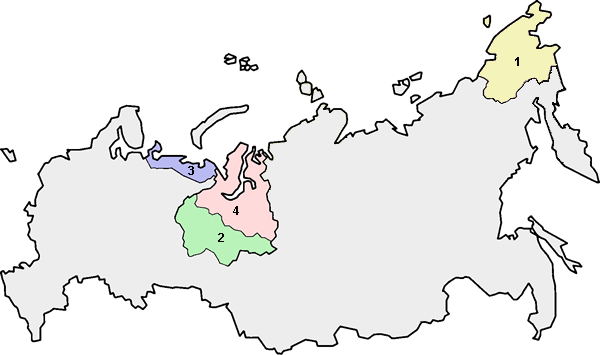
目前的俄羅斯自治區分布圖：
1. Chukotka Autonomous Okrug
2. Khanty-Mansi Autonomous Okrug
3. Nenets Autonomous Okrug
4. Yamalo-Nenets Autonomous Okrug

俄羅斯的自治區（俄语：автономный округ）是俄羅斯聯邦主體的類型之一，同時也是某些聯邦主體行政區劃的類型。截至2014年，俄羅斯聯邦一共被劃分為85個聯邦主體，其中有四個是自治區。但在1990年，俄罗斯苏维埃联邦社会主义共和国境内曾有10个自治区，包括泰梅爾（多爾干-涅涅茨）自治區和埃文基自治区等。